# ثانية قوسية
ثانية قوسية (بالإنجليزية: arc second أو Second of arc) وحدة لقياس الزاوية، تعادل 1/3600 من الدرجة . 60 ثانية قوسية تعادل 1 دقيقة قوسية و60 دقيقة قوسية = 1 درجة.
تستخدم الثانية القوسية في المجالات التي تتطلب دقة في قياس الزوايا مثل علم الفلك.